# Voda
A Voda (magyarul: Víz) Ana Soklič szlovén énekesnő dala, mellyel Szlovéniát képviselte volna a 2020-as Eurovíziós Dalfesztiválon, Rotterdamban. A dalt szlovén nyelven adták volna elő. A dal a 2020. február 22-én rendezett szlovén nemzeti döntőben, az EMA-n nyerte el az indulás jogát.

## Eurovíziós Dalfesztivál
A dal a szlovén nemzeti döntőben 5035 szavazattal nyert, a szavazók 53,54%-a szavazott a Vodára. Ezzel a dal elnyerte a jogot, hogy Szlovéniát képviselje a 2020-as Eurovíziós Dalfesztiválon, Rotterdamban. A dalt az előzetes sorsolás alapján először a május 12-i első elődöntő első felében adták volna elő, azonban március 18-án az Európai Műsorsugárzók Uniója bejelentette, hogy 2020-ban nem tudják megrendezni a versenyt a COVID–19-koronavírus-világjárvány miatt. Az szlovén műsorsugárzó jóvoltából az énekesnő lehetőséget kapott az ország képviseletére a következő évben egy új versenydallal.
A következő szlovén induló Ana Soklič Amen című dala volt a 2021-es Eurovíziós Dalfesztiválon.